# Alerte dans le cosmos
Pour plus de détails, voir Fiche technique et Distribution.
Alerte dans le cosmos (titre original : H. G. Wells' The Shape of Things to Come) est un film canadien de George McCowan sorti en 1979.

## Synopsis
Après des années de guerre des robots, la Terre retrouve son calme mais n'est plus qu'un grand champ de ruines. Les survivants sont contraints de se réfugier sur la lune. Alors qu'elle a à peine immigré, la communauté doit faire face au tyran Omus et à son armée de droïdes qui veulent éradiquer définitivement la race humaine...

## Fiche technique
- Titre original : H. G. Wells' The Shape of Things to Come
- Réalisation : George McCowan
- Scénario : Mike Cheda et Joseph Glazner
- Histoire de Martin Lager d'après le roman de H.G. Wells The Shape of Things to Come
- Directeur de la photographie :Reginald H. Morris
- Montage : Stan Cole
- Musique : Paul Hoffert
- Costumes : Larry S. Wells
- Production : William Davidson
- Genre : Film de science-fiction
- Pays :  Canada
- Durée : 98 minutes
- Date de sortie :
  -  Canada : 4 mai 1979
  -  Royaume-Uni : 24 mai 1979
  -  Finlande : 25 juillet 1980

## Distribution
- Jack Palance (VF : Jacques Berthier) : Omus
- Carol Lynley (VF : Michèle Bardollet) : Nikki
- Barry Morse (VF : Jacques Deschamps) : Dr John Caball
- John Ireland (VF : Jacques Ferrière) : Smedley
- Nicholas Campbell (VF : Marc François) : Jason Caball
- Eddie Benton (VF : Liliane Patrick) : Kim Smedley
- Greg Swanson : Sparks (voix)
- Mark Parr : Sparks
- William Hutt : Lomax (voix)